# Ейдельман Борис Львович
Борис Львович Ейдельман (1867–1939) — революціонер, педагог, державний службовець, діяч російського робітничого руху, один з засновників Російської соціал-демократичної робітничої партії (РСДРП).
З 1890 по 1910 рік навчався у Київському університеті, в той же час працював вантажником. У 1898 році взяв участь у першому з'їзді РСДРП; член ЦК РСДРП. Був редактором і видавцем газет «Вперед» і «Робітничої газети», автор майже всіх листівок київських есдеків.
Після 1917-го відійшов від громадської діяльності, працював в Наркоматі праці, викладав у Вищій школі ім. ВЦВК в Москві. Член Товариства старих більшовиків.